# Nils Schwarzenberg
Nils Schwarzenberg (* 14. Februar 1985 in Buchholz in der Nordheide) ist ein deutscher Sänger und Schauspieler.

## Leben
Nils Schwarzenberg erhielt mit 13 Jahren eine klassische Gesangsausbildung. Eine Ausbildung zum Musicaldarsteller absolvierte er in Hamburg, Bremen und Wien.
Konzerte, Theater- und Musicalprojekte führten ihn auf Bühnen in Europa und rund um den Globus. 2007 war Schwarzenberg als Bill Ramsey in der Wirtschaftswunder-Revue „Musik liegt in der Luft“ auf Tournee in Deutschland. Im April und August 2008 war er mit  Deborah Sasson sowie  Gunther Emmerlich in  Die Zauberflöte in der Rolle des Monostatos auf Tournee durch Deutschland engagiert und gab sein Operndebüt.
2007 bis 2016 stellte er in der Tournee-Neuinszenierung von Das Phantom der Oper mit Deborah Sasson die Rolle des Operndirektors dar.
Seit 2012 ist er regelmäßig als Entertainer auf verschiedenen Kreuzfahrtschiffen engagiert und setzte seine Erfahrungen in einer Bühnenshow als Chefhostess Elisabeth Nickolaison um.
Neben seiner Bühnentätigkeit ist Nils Schwarzenberg als Gesangslehrer tätig und leitet den Verein Musical Stage Buchholz e.V.